# Марек, Ян
Ян Ма́рек (чеш. Jan Marek; 31 декабря 1979, Йиндржихув-Градец, Южно-Чешская область — 7 сентября 2011, Туношна, Ярославская область) — чешский хоккеист, крайний нападающий.

## Биография
В сезоне 1995/96, выступая за клуб «Вайгар» из родного города, был признан лучшим игроком юношеской чешской лиги. Профессиональную карьеру начал в клубе «Зелезарни Тржинец» (ныне «Оцеларжи»). В сезоне 2002/03 набрал 62 очка и забил 32 гола, став лучшим снайпером экстралиги. Затем в 2003 году был задрафтован «Нью-Йорк Рейнджерс» в восьмом раунде под общим 243 номером. Несмотря на это, продолжил выступления за «Оцеларжи». В сезоне 2004/05 был арендован «Спартой». В составе пражского клуба принял участие в Кубке Шпенглера, но затем вернулся в «Оцеларжи», чтобы сыграть в плей-офф.
В сезоне 2005/06 подписал контракт со «Спартой», после чего провёл там один сезон. Затем, во время выступлений за сборную Чехии, на него обратило внимание руководство магнитогорского «Металлурга», и, став со «Спартой» чемпионом Чехии, Марек перешёл в уральский клуб. Тогда же получил предложение «Нью-Йорк Рейнджерс».
В сезоне 2006/07 стал чемпионом России в составе «Металлурга», забив чемпионский гол в решающем матче финальной серии с «Ак Барсом». В сезоне 2008/09 стал бронзовым призёром и лучшим снайпером КХЛ, а также участвовал в финале хоккейной Лиги чемпионов.
Участник матча звёзд КХЛ (2009)
В сезоне 2010/2011 играл в КХЛ за ЦСКА и «Атлант». Сезон 2011/12 собирался провести в «Локомотиве».
За сборную Чехии Марек провел 36 игр, в которых набрал 18 очков.
Погиб на 32-м году жизни вместе с командой «Локомотив» 7 сентября 2011 года при взлёте самолёта из ярославского аэропорта.
Был женат, жена Люсия. Остался сын Ян, родился 2 июля 2011.
28 августа 2012 года состоялась церемония поднятия свитера Яна Марека под своды Арены «Металлург» в Магнитогорске.

## Статистика
| Легенда | Легенда                    | Легенда | Легенда                   | Легенда | Легенда    |
| ------- | -------------------------- | ------- | ------------------------- | ------- | ---------- |
| И       | Количество проведённых игр | Штр     | Штрафное время            | +/−     | Плюс-минус |
| Г       | Голы                       | П       | Голевые передачи          | О       | Очки       |
| -       | Статистика неизвестна      | —       | Статистика не учитывалась |         |            |

## Память
- В апреле 2013 года на домашней арене пражской «Спарты» открыт памятник Яну Мареку[2]
- Планируется установить мемориальную доску на родине Марека — в городе Йиндржихув-Градец[2]